# توسعه ترانزیت‌محور
در دهه‌های اخیر، توسعه شهری در سراسر جهان به طور وسیعی مورد توجه قرار گرفته است که تأثیر مستقیمی بر افزایش نرخ سفرهای شخصی و افزایش مصرف سوخت‌های فسیلی و تولید گاز گلخانه‌ای دارد. از طرفی رشد سریع جمعیت شهری در کنار پراکنده‌رویی، حومه‌گرایی و ازدحام ترافیکی، مخارج سنگینی را بر اقتصاد کشورها تحمیل می‌کند. در سال‌های اخیر یکی از بزرگ‌ترین و مهمترین اهداف برنامه‌ریزان و طراحان شهری، خودداری از برنامه‌ریزی و طراحی اتومبیل محور و ترویج و گسترش استفاده از حمل و نقل انبوه‌بر و غیرموتوری است. در این‌باره از جمله پیشنهادها و گزینه‌هایی که در قرن بیستم مورد استقبال برنامه‌ریزان و طراحان قرار گرفت، توسعه مبتنی بر حمل و نقل عمومی (TOD) بوده است. در برنامه‌ریزی شهری، توسعه مبتنی بر حمل و نقل عمومی (به انگلیسی: Transit-oriented development) نوعی توسعه شهری است که میزان فضای مسکونی، تجاری، تفریحی را به گونه ای به حداکثر می‌رساند که وسایل حمل و نقل عمومی در فاصله‌ای کوتاه و قابل طی با پای پیاده باشد. هدف توسعه ترانزیت-محور ایجاد ارتباط بین مناطق پرتراکم شهرها و سیستم حمل و نقل عمومی است. برای دستیابی به این هدف در توسعه ترانزیت-محور استفاده از خودروهای شخصی محدود و استفاده از وسایل حمل و نقل عمومی ترویج می‌شود.

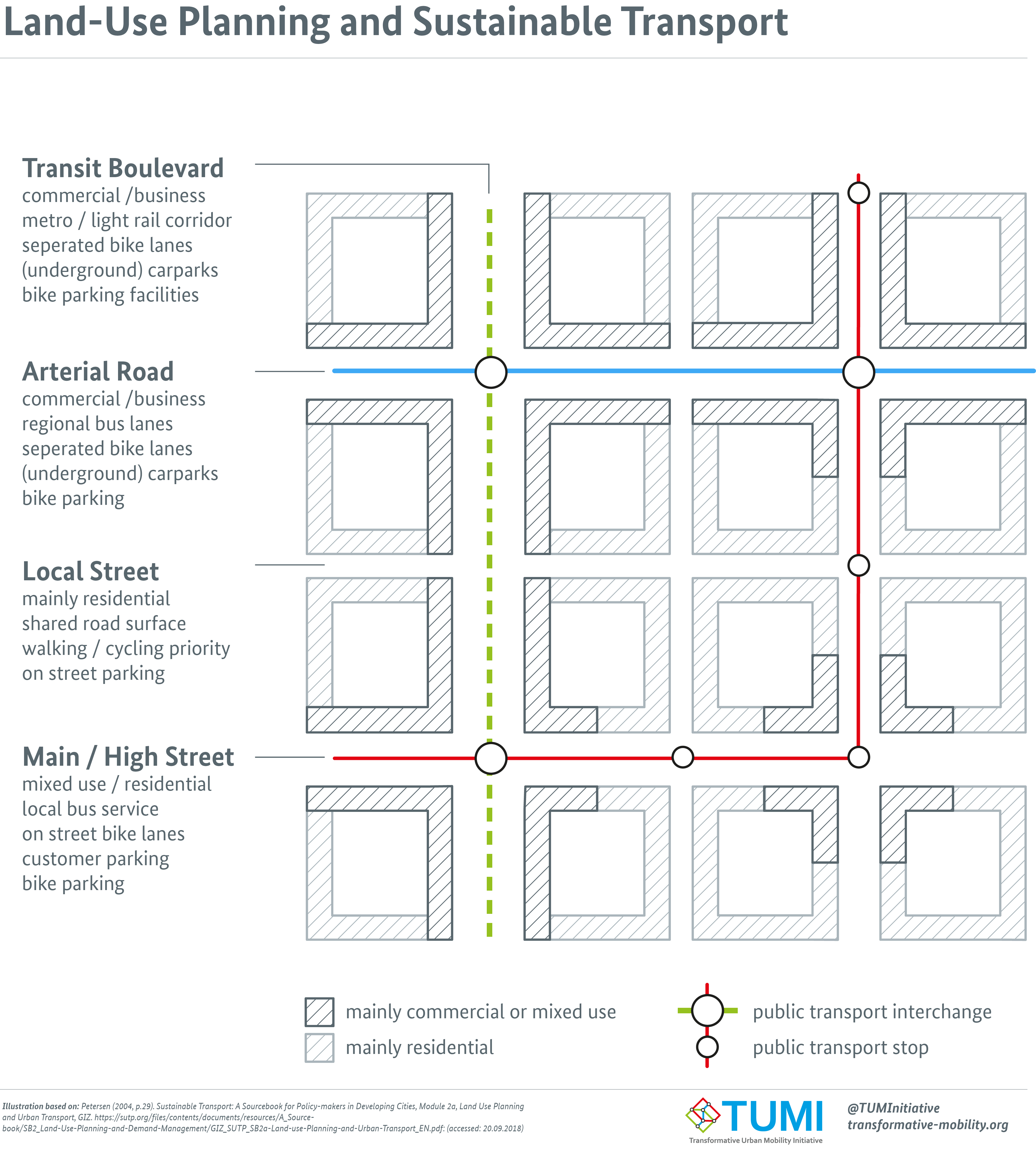
برنامه‌ریزی کاربری زمین و ترابری پایدار

(TOD) توسعه مبتنی بر حمل و نقل عمومی، یکی از تکامل‌یافته ترین دیدگاه‌های توسعه شهری است که می‌تواند گامی مؤثر در توسعه پایدار و بهبود وضعیت فعلی شهرها تلقی شود. امروزه نظریه پردازان و مدیران شهری معتقد هستند که حمل و نقل عمومی به‌تنهایی نمی‌تواند تغییری در فرم شهرها ایجاد کند؛ به همین‌دلیل لازم است تا توسعه اراضی و بافت شهرها با توسعه سیستم حمل و نقل عمومی تلفیق شود.

## تعاریف TOD
تعاریف زیادی از توسعه حمل و نقل عمومی ارائه شده‌است. ازجمله این تعاریف می‌توان به تعریف پیتر کالتورپ اشاره کرد:
«مرکزی با آمیزه‌ای متراکم از کاربری‌های مسکونی، تجاری، اداری و عمومی و فضای سبز است که در آن مغازه‌های خرده‌فروشی و خدماتی در هسته‌ای مرکزی با دسترسی آسان نسبت به خانه‌ها قرار گرفته‌اند (حدود 600 متر یا 10 دقیقه پیاده‌روی). یک ایستگاه حمل و نقل عمومی در هسته این مرکز قرار دارد. محدوده‌ای برای استفاده‌های کم تراکم‌تر، هسته مرکزی را با فاصله‌ای حدود 1600 متر احاطه می‌کند. این منطقه ممکن است خانه‌های تک خانواری در یک محدوده شامل پارک‌های کوچک، پارکینگ، مدارس و صنایع سبک را در برگرفته باشد.

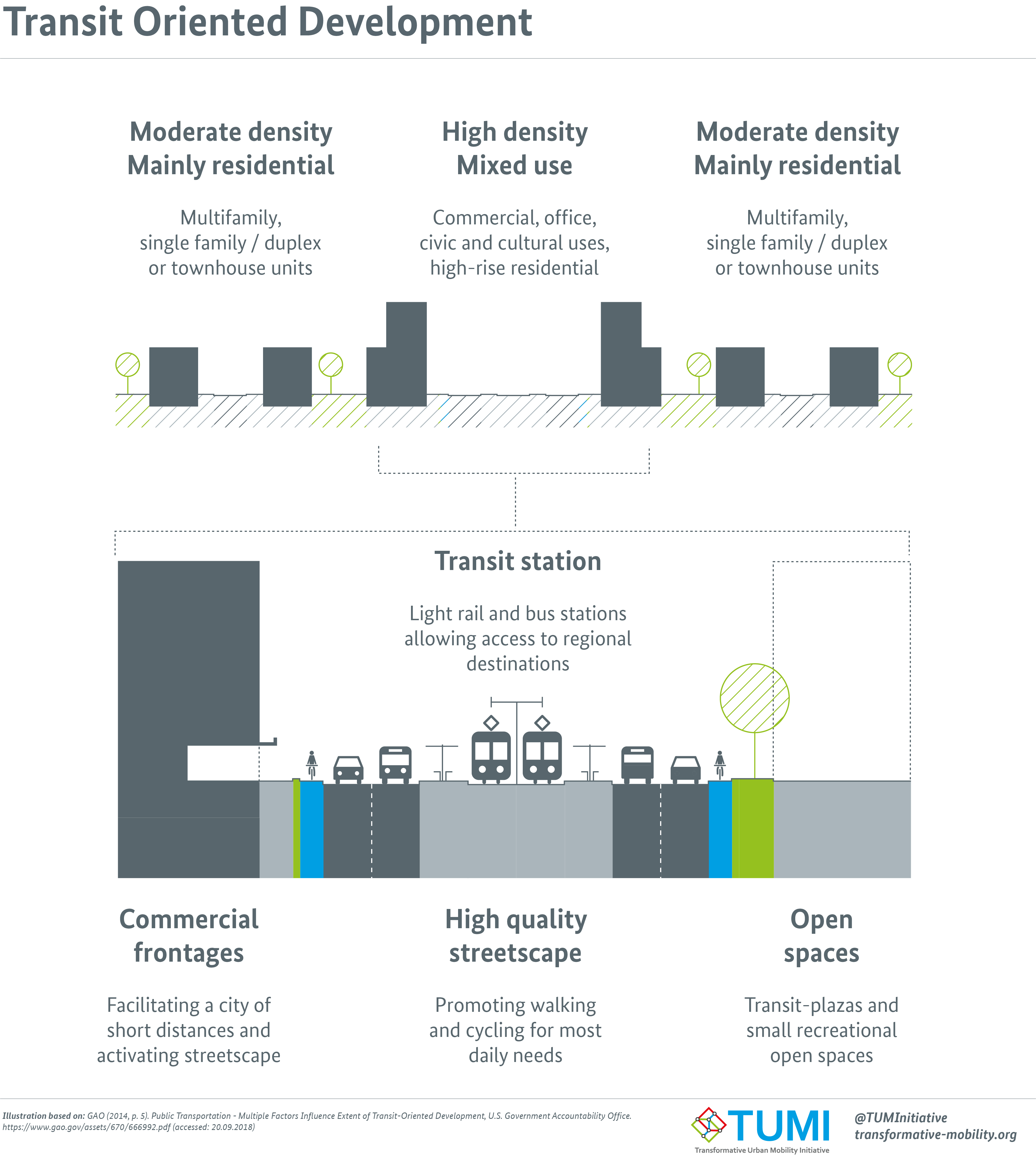
Transit Oriented Development

پورتر، توسعه مبتنی بر حمل و نقل عمومی را تلاشی برای کنترل و مدیریت تأثیرات منفی ناشی از پراکنده‌رویی در شهرها معرفی می‌کند.
از نظر استیل، توسعه مبتنی بر حمل و نقل عمومی در واقع محلاتی با اختلاط کاربری بالا است که مردم را به زندگی در نزدیکی مراکز خدمات عمومی و ایستگاه‌های حمل و نقل عمومی و همچنین کاهش استفاده از خودروی شخصی تشویق می‌کند.
توسعه مبتنی بر حمل و نقل عمومی به عنوان گونه‌ای از توسعه زمین معرفی می‌شود که سطح بالایی از تحرک و دسترسی را در شهرها به‌وسیله حمایت از پیاده‌روی، دوچرخه‌سواری و حمل و نقل عمومی به‌وجود می‌آورد. افزایش پیاده‌روی و سفر با حمل و نقل عمومی موجب کاهش تعداد و طول سفرها با خودروی شخصی می‌گردد و می‌تواند به ایجاد سرزندگی شهری در شهرها به‌عنوان یکی از مولفع‌های کیفی گم‌شده در توسعه شهرهای مدرن کمک کند.
با توجه به مطالب فوق می‌توان چنین تعریفی را برای توسعه مبتنی بر حمل و نقل عمومی در نظر گرفت: 

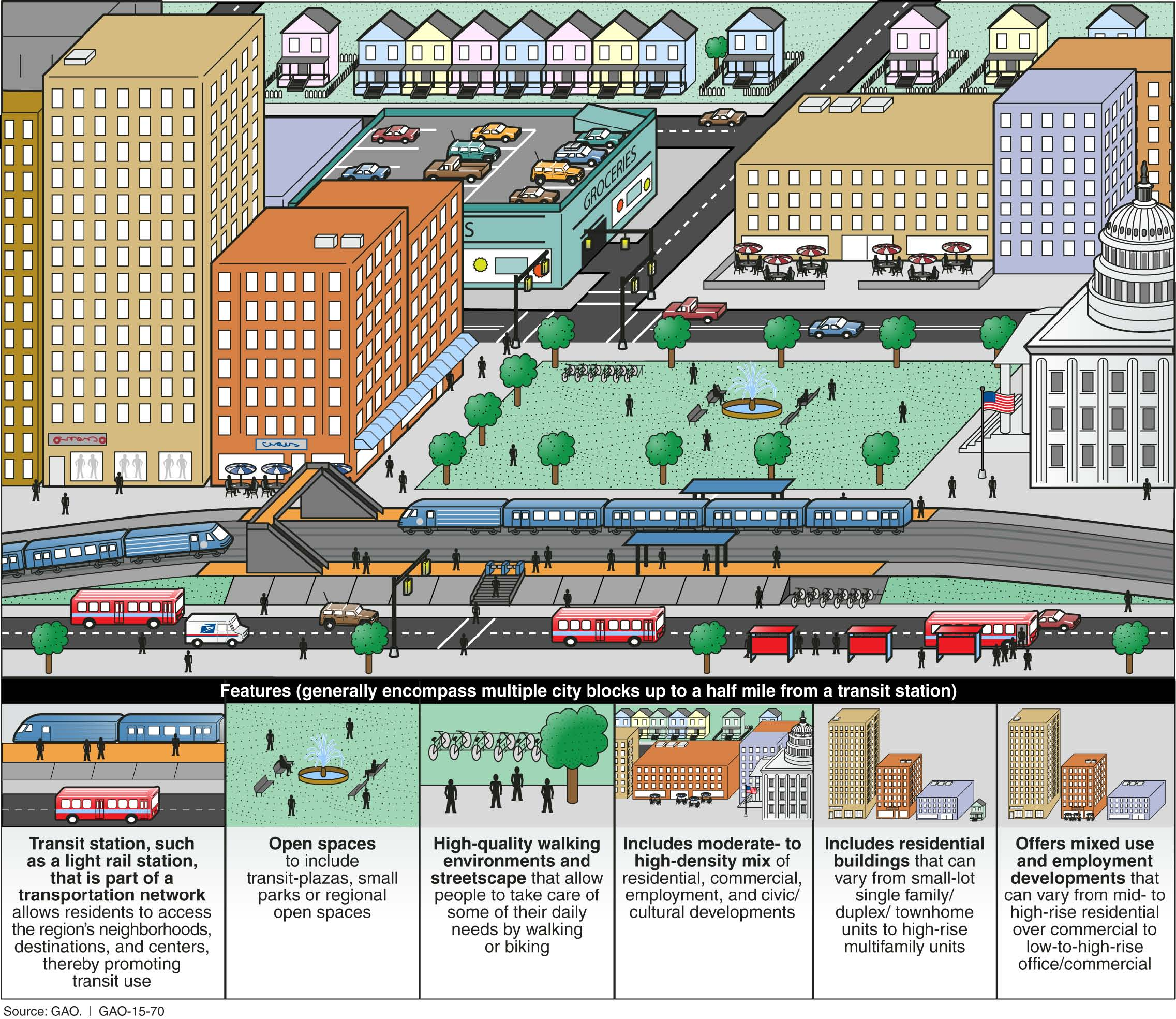
اصول و ویژگی‌های توسعه مبتنی بر حمل و نقل عمومی

«یک محله با اختلاط کاربری بالا که در مرکز آن ایستگاه حمل و نقل عمومی (مترو یا ‌BRT) قرار گرفته‌است؛ به طوری‌که کاربری‌ها و خدمات در فاصله 600 تا 800 متری ایستگاه حمل و نقل عمومی توزیع شده‌اند و افراد می‌توانند با پیمودن این فاصله به صورت پیاده یا با دوچرخه، از خدمات بهره‌مند شوند و برای سفرهای طولانی از حمل و نقل انبوه‌بر استفاده کنند.»
به بیان دیگر می‌توان گفت توسعه مبتنی بر حمل و نقل، کاربری اراضی شهری را با سیستم حمل و نقل عمومی ترکیب می‌کند. این الگو با تأکید بر توسعه فشرده، محله‌های قابل پیاده‌روی همراه با کاربری اراضی مختلط و دسترسی آسان در یک فاصله قابل پیاده‌روی تا ایستگاه‌های حمل نقل عمومی را در محوریت توجه خود قرار می‌دهد. افراد، مشاغل و خدمات به‌صورت همزمان در این الگو در نظر گرفته می‌شوند و شرایط ایمن و مناسب برای گونه‌های سفر مانند پیاده‌روی کردن، دوچرخه‌سواری و حمل ونقل عمومی فراهم می‌گردد.

## ویژگی‌ها و اصول TOD
با توجه به تعاریف و دیدگاه صاحب‌نظران، می‌توان اصول رایج در توسعه مبتنی بر حمل و نقل عمومی را چنین دانست:

### 1- توسعه فشرده
مقیاس و محدوده: کاربران اصلی در توسعه مبتنی بر حمل و نقل عمومی، عابران پیاده هستند؛ به همین جهت ایمنی و راحتی عابران پیاده از اهداف مهم آن می‌باشد. این امر با فاصله‌ای تعیین می‌شود که عابران برای رسیدن به ایستگاه‌های حمل و نقل انبوه‌بر بتوانند پیاده‌روی راحت و ایمن داشته باشند که این فاصله تقریبی حدودا 600 تا 800 متر ( 10 دقیقه‌ای) می‌باشد.
طیفی از شدت کاربری، تراکم و ارتفاع ساختمان ها: در نواحی نزدیکتر به ایستگاه حمل و نقل، تراکم و اختلاط کاربری  بسیار بالا است و خدمات بیشتری به عابران پیاده ارائه می‌شود. همچنین با دور شدن از ایستگاه‌ها از شدت تراکم و اختلاط کاربری‌ها کاسته می‌شود. در توسعه مبتنی بر حمل و نقل عمومی، قرارگیری ساختمان‌ها و مراکز مهم در نزدیکی ایستگاه‌های حمل و نقل عمومی به‌گونه‌ای است که بین مراکز TOD، ارتباطات مستقیم و پیوسته‌ای وجود دارد. 
نفوذپذیری: یکی از عوامل تأثیرگذار در توسعه مبتنی بر حمل و نقل عمومی، نفوذپذیری بلوک‌های شهری است. هرچه بلوک‌های شهری طول کمتری داشته‌باشند، دسترسی سریع و ایمن برای شیوه‌های سفر غیرموتوری (پیاده و دوچرخه) فراهم می‌شود. 

### 2- اختلاط کاربری
کاربری‌های مجاز در محدوده TOD: کاربری‌های مجاز که اصطلاحا به آنها کاربری‌های پشتیبان نیز می‌گویند، در ناحیه پرتراکم محدوده (در مجاورت با ایستگاه‌های حمل و نقل) قرار می‌گیرند. این کاربری‌ها با داشتن تراکم بالای فعالیتی و جذب جمعیت و تشویق افراد به استفاده از شیوه‌های سفر بدون خودرو، کاربری‌های مجاز و مطلوبی برای توسعه مبتنی بر حمل و نقل عمومی هستند. کاربری‌ها و فعالیت‌هایی نظیر مراکز کار و اشتغال، رستوران‌ها و اغذیه‌فروشی‌ها، مراکز سلامت، پیرایشگاه‌ها و مراکز تفریحی و...
کاربری‌های غیرمجاز در محدوده TOD: کاربری های غیر مجاز آن دسته از کاربری هایی هستند که استقرار آنها طبق اسناد فرادست و مطالعات محلی در حوزه توسعه‌ی شهر ممنوع است. این کاربری‌ها از سامانه حمل و نقل عمومی حمایت نمی کنند، امنیت عابر پیاده و دوچرخه‌سواران را به خطر می اندازند. این کاربری‌ها اتومبیل محور و کم تراکم هستند. حضور این دسته از کاربری‌ها نیازمند تخصیص فضا با مساحت بالا و تراکم پایین است. کاربری‌ها و فعالیت‌هایی نظیر کارواش و تعمیرگاه، انبارها، گورستان، عمده‌فروشی‌های مصالح و به‌طور کلی فعالیت‌هایی که که بیش از ۳۰۰۰ فوت مربع زمین اشغال می کنند؛ به استثنای کاربری‌های عمومی و فضاهای ورزشی.
کاربری‌های مشروط به اجازه در محدوده TOD: این دسته از کاربری‌ها در حوزه TOD ناسازگار محسوب می‌شوند اما در بعضی شرایط، با رعایت ضوابط و استانداردهای حوزه TOD مجوز حضور در این محدوده را دریافت می‌کنند. از جمله کاربری‌های مشروط می‌توان به پمپ بنزین‌ها، کاربری‌های عمومی و مدنی، پارکینگ‌های طبقاتی و تسهیلات ورزشی اشاره کرد.

### 3- پیاده‌مداری
در بحث افزایش پیاده‌مداری و ترویج استفاده از حمل و نقل عمومی، لازم است به جداره خیابان‌ها و پیاده‌روهایی که در کنار راسته‌های تجاری هم‌سطح قرار دارند، توجه شود. زیرا ارتفاع، بافت، نمای متنوع جداره‌ها و همچنین پیوستگی و ایمنی معابر، تجربه‌ پیاده‌روی را بهبود می‌بخشد. 
همچنین ایجاد شبکه‌ منظم و پیوسته خیابان‌ها می‌تواند پیاده‌مداری را در مراکز TOD و پیرامون آن افزایش دهد؛ بدین‌شکل که ایجاد مسیرهای مستقیم و بدون پیچ و خم می‌تواند از افزایش سرعت ناگهانی خودروها جلوگیری کند. به‌عبارتی طراحی و اصلاح شبکه معابر، آرام‌سازی ترافیک و تعبیه مسیرهایی ایمن برای عبور عرضی عابران پیاده می‌تواند افراد را به پیاده‌روی و عدم استفاده از خودرو تشویق کند.
همچنین یکی از عوامل تأثیرگذار در افزایش پیاده‌مداری، توجه به شرایط آب و هوایی و تجهیز معابر به مبلمان و اثاثیه شهری به‌منظور ایجاد آسایش اقلیمی برای عابران پیاده است. 

### 4- تسهیلات حمل و نقل و جابجایی
سیاست‌های پارکینگ، یکی از مهم‌ترین مولفه‌های توسعه مبتنی بر حمل و نقل همگانی است که رفتار سفر، طراحی محلات و توسعه اقتصادی را شکل می‌دهد و می‌تواند به بهبود اجرای خطوط حمل و نقل ریلی منجر شود. کاهش امکان پارک حاشیه‌ای در خیابان‌ها (خصوصا در مراکز TOD)، یکی از راهکارها در سیاست‌های مربوط به پارکینگ است. بدین ترتیب در مراکز TOD که قیمت زمین بالاست و امکان پارک حاشیه‌ای وجود ندارد، پارکینگ‌ها باید در خارج از قلمروی پیاده‌روها، پشت ساختمان‌ها یا در طبقات زیرزمینی ساختمان‌ها مکان‌یابی شوند.  از راهکارها در جهت کاهش تردد خودرو در مراکز TOD، می‌توان به ایجاد تسهیلاتی نظیر پارکینگ عمومی طبقاتی در خارج از حوزه اشاره کرد.
برای پشتیبانی از دوچرخه سواری در TOD (با توجه به رویکرد توسعه مبتنی بر حمل و نقل عمومی در ارائه شیوه‌های گوناگون و متنوع جابجایی برای کاربران) در کنار ایجاد دسترسی‌های ایمن و جذاب برای دوچرخه سواران به سمت ایستگاه حمل و نقل عمومی و دیگر کاربری های موجود در حوزه، تامین پارکینگ برای دوچرخه از اهمیت بالایی برخوردار است. 

## نمونه‌های TOD در جهان
بسیاری از شهرها در سراسر جهان مانند ادمنتون، پورتلند، سن‌فرانسیسکو، مونترال و ونکوور به‌دنبال تدوین سیاست‌ها و برنامه‌های استراتژیک در جهت توسعه مبتنی بر حمل و نقل عمومی و کاهش وابستگی به خودرو و ترویج استفاده از حمل و نقل عمومی هستند. در ادامه به اقدامات صورت گرفته در جهت توسعه مبتنی بر حمل و نقل عمومی شهرهای دیگر نیز پرداخته می‌شود.

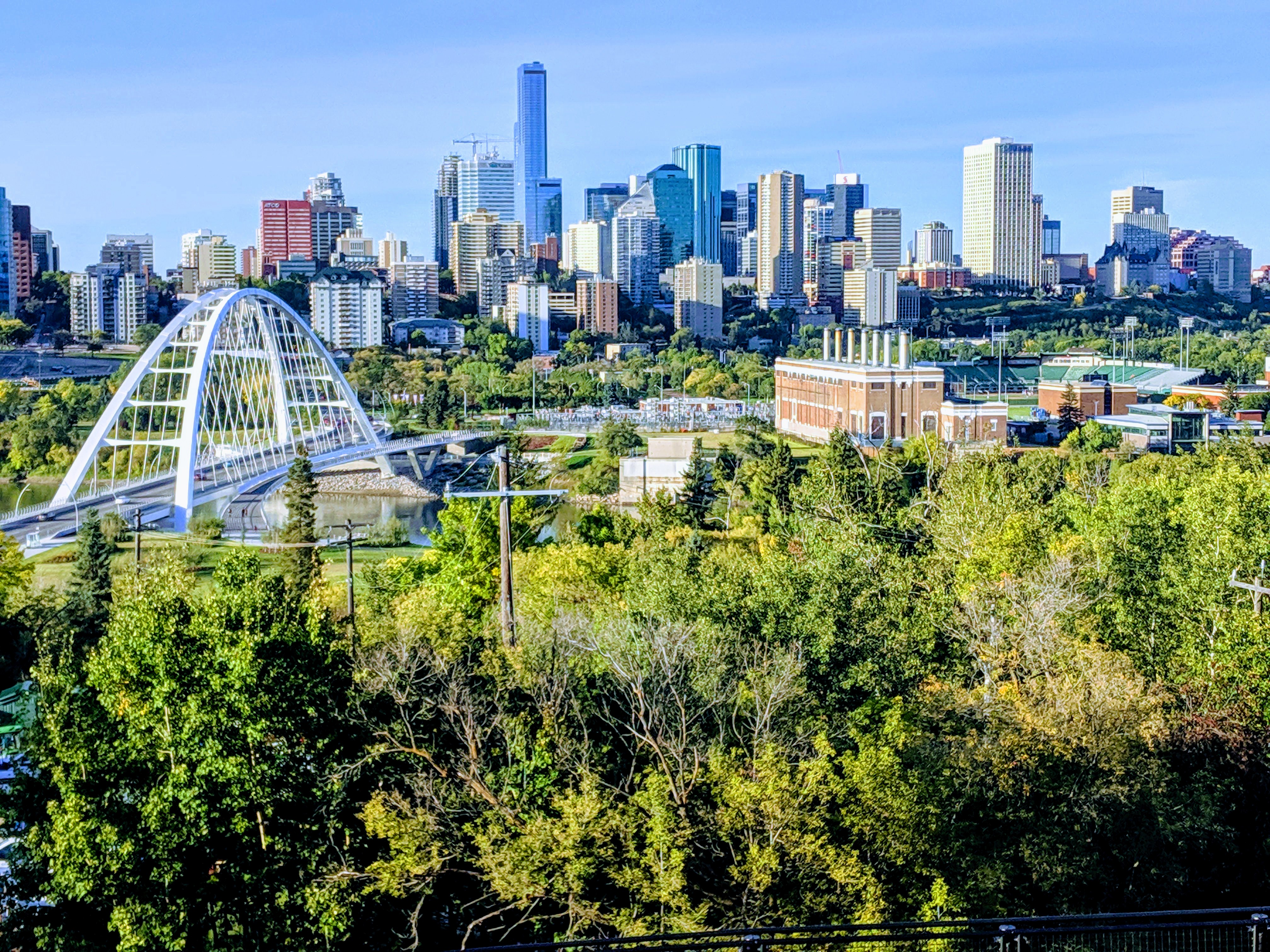
نمایی از شهر ادمنتون، سپتامبر 2019

### 1- ادمنتون، کانادا
شهر ادمونتون توسعه مبتنی بر حمل و نقل عمومی (TOD) را به عنوان توسعه شهری تعریف می‌کند که در هسته مراکز شهری، شبکه‌ای به هم پیوسته از ایستگاه‌های حمل و نقل عمومی وجود دارد. در هسته مراکز،  محل سکونت، خرید و اشتغال افراد در حوزه 400 متری ایستگاه حمل و نقل با شبکه پیوسته‌ی  عابر پیاده و دوچرخه به راحتی قابل دسترس است. آمارها نشان می‌دهند که تا سال 2040، جمعیت این شهر به میزان قابل توجهی افزایش خواهد یافت؛ به‌همین دلیل چشم‌انداز و سیاست‌ها و برنامه‌ریزی این شهر در جهت توسعه پایدار از جمله توسعه مبتنی بر حمل و نقل عمومی است.
این شهر قصد دارد تا سال 2040، با بهبود وضعیت اصول TOD در مراکز شهر ، استفاده از خودروی شخصی را کاهش دهد. بدین منظور سیاست‌هایی تدوین و در مرحله اجرا قرار گرفته‌اند. سیاست‌هایی نظیر: کاهش شعاع 800 متری دسترسی به ایستگاه حمل و نقل عمومی به 400 متر، پیوستگی مسیر دوچرخه، تأمین ایمنی و آسایش عابران پیاده و دوچرخه‌سواران، افزایش تعداد ایستگاه‌های LRT و...

### 2- نیوجرسی، ایالات متحده

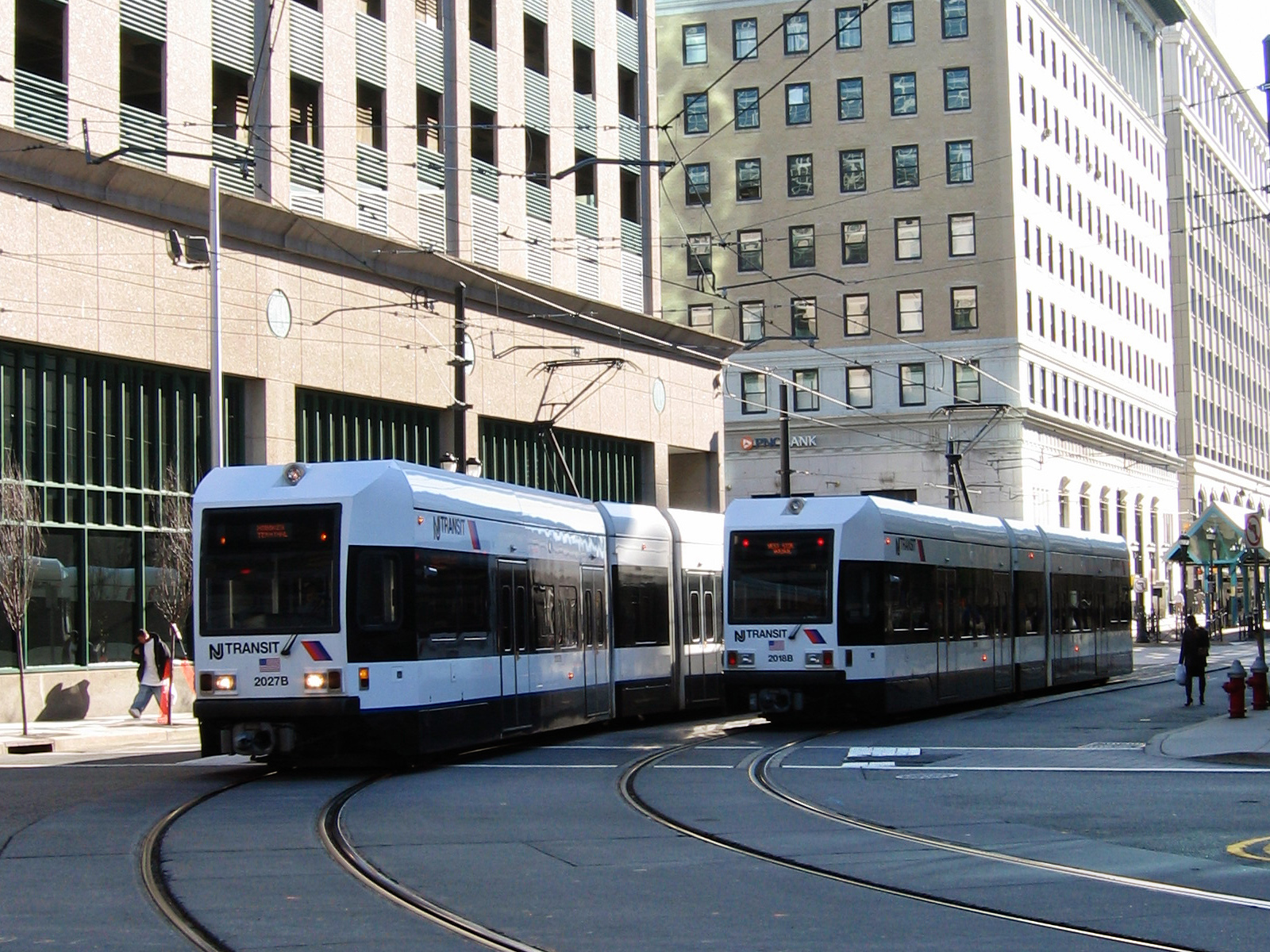
نمایی از حمل و نقل عمومی شهر جرسی، قطارهای سبک شهری هادسن-برگن

نیوجرسی از طریق برنامه‌ای به نام اقدام ابتکاری دهکده ترانزیت به یک رهبر ملی در ترویج توسعه دهکده ترانزیت تبدیل شده‌است. وزارت حمل و نقل نیوجرسی، طرح دهکده ترانزیت را در سال ۱۹۹۹ تصویب کرد و بدین منظور کمک‌های سازمانی و کمک‌های مالی از صندوق سالانه ۱ میلیون دلار دهکده ترانزیت به هر شهرداری و با تعیین استراتژی استفاده از زمین ترکیبی مناسب، مدیریت ایستگاه - منطقه، و تعهد به مسکن مقرون‌به‌صرفه، رشد شغلی و فرهنگی ارائه کرد. مناطق و مراکز تحت شعاع این طرح، توسط شعاع دسترسی نیم مایلی به ایستگاه حمل و نقل عمومی تعریف می‌شوند. برای تبدیل شدن به دهکده ترانزیت، شهرها باید معیارهای زیر را داشته باشند: داشتن حمل و نقل عمومی کارا، نشان دادن تمایل به رشد، اتخاذ برنامه توسعه مجدد حمل و نقل محور یا مقررات منطقه‌بندی، شناسایی مکان‌ها و پتانسیل آنها برای تبدیل شدن به مراکز TOD و شبکه متصل و بهبود یافته‌ی دوچرخه و مسیر عابر پیاده‌.

### 3- آرلینگتون ، ویرجینیا ، ایالات متحده

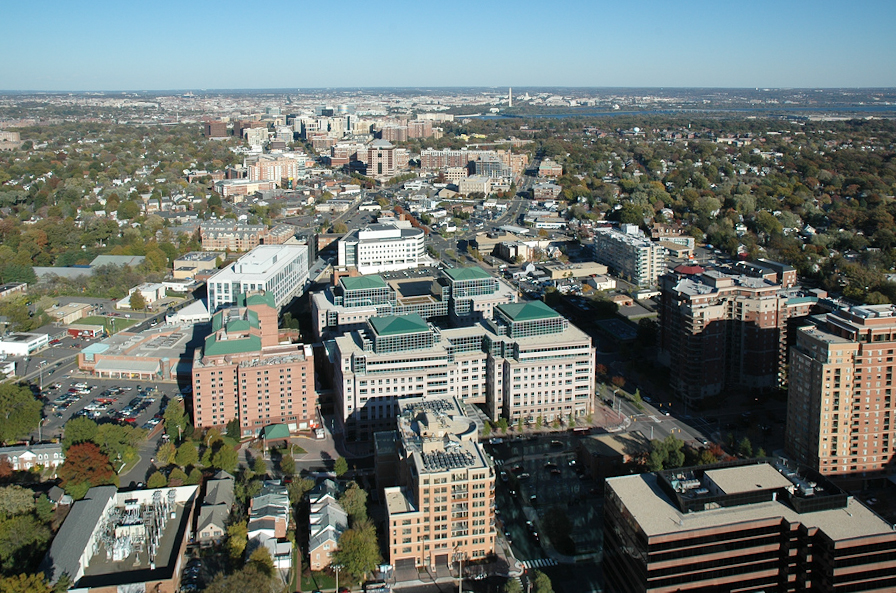
دولت محلی آرلینگتون در ایالت ویرجینیا توسعه ترانزیت-محور را از فاصله ۴۰۰ تا ۸۰۰ متری ایستگاه‌های متروی تندروی واشینگتن، با توسعه کاربری-مختلط، سیستم‌های اشتراک دوچرخه و قابلیت پیاده‌روی دنبال می‌کند.

تصویری از منطقه La Défense در پاریس

در سال 2002، آرلینگتون جایزه ملی EPA را برای دستاوردهای رشد هوشمند برای "ارتقای کیفیت سیستم حمل و نقل عمومی" دریافت کرد. دولت محلی آرلینگتون در ایالت ویرجینیا، در برنامه‌ای 30 ساله با استفاده از اصول توسعه مبتنی بر حمل و نقل عمومی، جوامع محلی را با استفاده از تصویب قوانینی در حوزه حمل و نقل به استفاده از حمل و نقل تشویق کرده و از تمایل و رغبت افراد برای استفاده از خودروی شخصی در مراکز تجاری شهر کاهش داده است. آرلینگتون با در نظر گرفتن رویکرد دهکده شهری در برخی شهرها و احداث خطوط مترو و اتوبوس، توانست تا سیستم حمل و نقل عمومی یکپارچه و به هم پیوسته‌ و مطابق با اصول TOD را ایجاد کند؛ به طوریکه فاصله ایستگاه‌ها از یکدیگر برابر 400 تا 800 بوده و  توسط سایر شیوه‌های حمل و نقل پایدار نظیر دوچرخه‌های اشتراکی پشتیبانی می‌شوند. در طی اجرای این برنامه، دولت آرلینگتون تا سال 2014 توانست با گسترش شبکه مترو، تعداد 60 ایستگاه در محلات پرتراکم و مراکز تجاری شهر اضافه کند.

### 4- پاریس ، فرانسه
حمل و نقل عمومی در شهر پاریس، قدمتی چند صد ساله دارد و ظهور آن به قرن نوزدهم بازمی‌گردد. در حال حاضر، شهر پاریس دارای چندین خطوط مترو و تراموا است که تمامی مناطق شهر را پوشش می‌دهند. میزان پوشش سیستم حمل و نقل عمومی در پاریس به گونه‌ای می‌باشد که فاصله ایستگاه‌ها از یکدیگر کمتر از 500 متر است. منطبق بر اصول TOD، در مراکز محلات و هسته‌های TOD، سیستم‌ دوچرخه‌‌های اشتراکی مستقر است و شیوه‌های متنوعی برای سفر و جابجایی به شهروندان ارائه می‌دهد.  منطقه La Défense نمونه ای از مراکز TOD در شهر پاریس است.

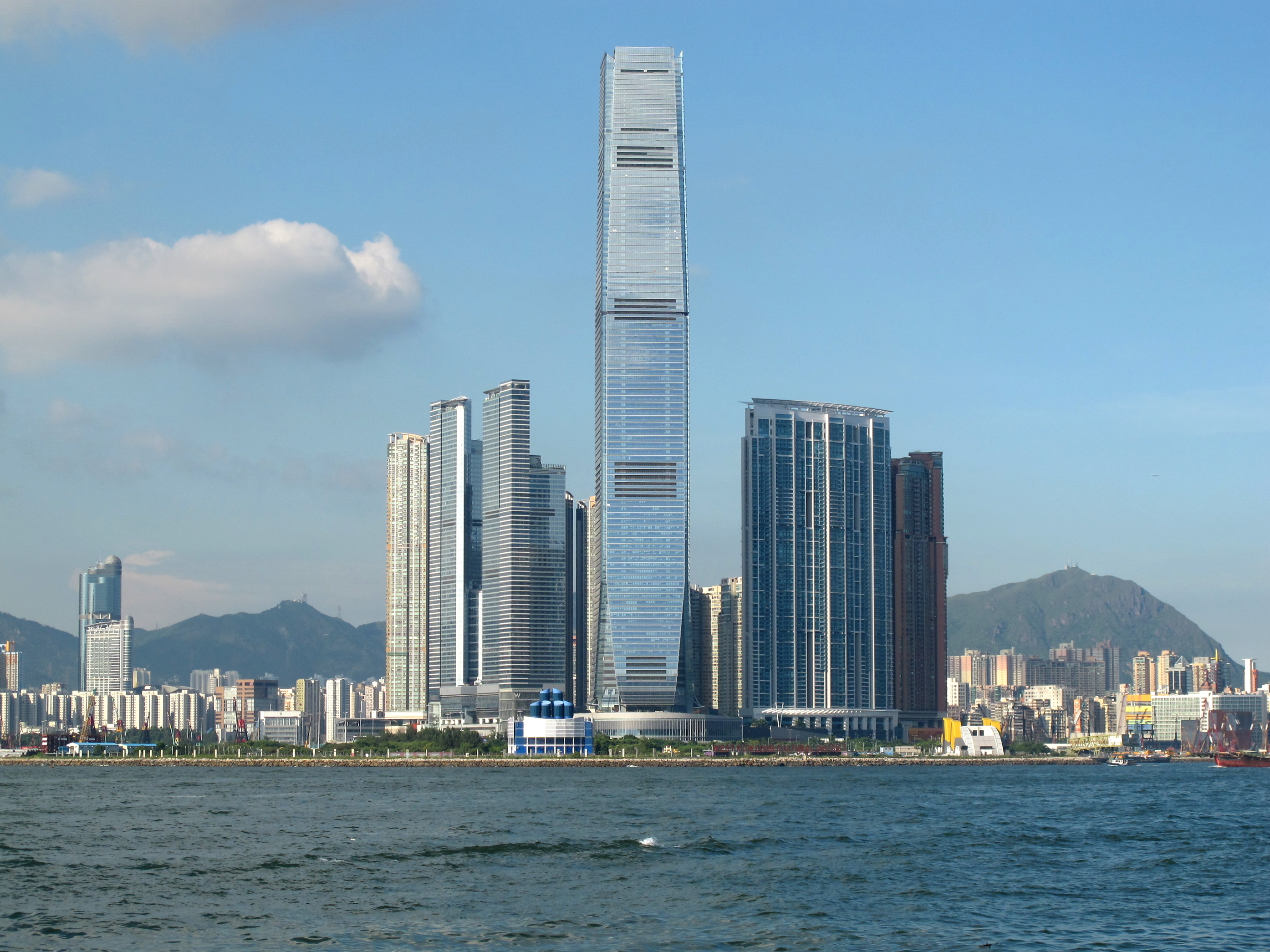
میدان اتحاد (Union Square) در هنگ کنگ، نمونه ای از توسعه مبتنی بر حمل و نقل همگانی.

### 5- هنگ‌کنگ
در مقایسه با سایر کشورها و اقتصادهای توسعه یافته، نرخ مالکیت خودرو در هنگ کنگ بسیار پایین است و تقریباً 90 درصد از تمام سفرهای روزانه با حمل و نقل عمومی انجام می شود. تلاش‌ها و اقدامات دولت هنگ‌کنگ در دهه‌های اخیر در راستای رویکرد توسعه مبتنی بر حمل و نقل عمومی بوده‌است. در اهداف عملیاتی این طرح که (Rail plus Property) یا به اختصار (R+P) نام دارد، خطوط راه‌آهن و مترو همزمان با توسعه اراضی و شکل‌گیری محلات نزدیک ایستگاه‌ها ساخته می‌شوند. میدان اتحاد، پارک لوهاس و شهر اولیمپیا نمونه‌هایی از اقدامات انجام شده در جهت این رویکرد هستند. این رویکرد باعث شده‌است تا سیستم حمل و نقل عمومی در هنگ‌کنگ از معدود سیستم‌های سودآور در جهان باشد؛ به‌طوری‌که دولت هنگ‌کنگ در سال 2014 توانست از طریق عملکرد سیستم حمل و نقل عمومی، به سود بالایی معادل 1.5 میلیارد دلار دست یابد.

## چالش‌ها
امروزه توسعه مبتنی بر حمل و نقل همگانی، به رویکردی محبوبی در برنامه‌ریزی شهرها تبدیل شده‌است؛ اما همواره تأمین مالی و چگونگی جذب سرمایه در آن چالش محسوب می‌شود. توسعه شهرها بر اساس این رویکرد، معمولا بزرگ و پیچیده هستند، اجرا و تکمیل آنها به زمان طولانی و همچنین زیرساخت های پایدار نیاز دارد و سطح بالایی از عدم اطمینان و ریسک را در بر می‌گیرد. از طرفی مقررات و ضوابط محلی استفاده از زمین از جمله فرآیندهای زون‌بندی و مجوز ساخت‌وسازها معمولا از TOD حمایت نمی‌کنند. همچنین در رویکرد توسعه مبتنی بر حمل و نقل عمومی، قیمت زمین در اطراف ایستگاه‌های حمل و نقل عمومی در حال ساخت افزایش می‌یابد. این موضوع سبب می‌شود تا زمینه ورود سوداگران به خرید و فروش زمین در محدوده متراکم اطراف ایستگاه‌ها فراهم شود؛ در چنین شرایطی توسعه‌دهندگان مسکن قابل بضاعت بودجه لازم را برای خرید زمین نخواهند داشت و ابزارهای تأمین مالی جوامع، پاسخگوی آن نخواهند بود. همچنین بایستی به این نکته توجه کرد که افزایش تراکم جمعیتی به‌منظور جبران هزینه‌های توسعه ضروری است؛ اما افزایش جمعیت می‌تواند نارضایتی جوامع محلی را به دنبال داشته باشد.
یکی از نقدهایی که درباره توسعه مبتنی بر حمل و نقل عمومی مطرح می‌شود، افزایش نابرابری‌های اجتماعی و اعیان نشین شدن در حوزه‌های آن می‌باشد. احداث ایستگاه‌های حمل و نقل عمومی موجب افزایش قیمت زمین‌های شهری می‌شود که در گذشته قیمت مقرون به صرفه‌ای داشته‌اند. به‌عبارتی به اجرا درآمدن طرح احداث ایستگاه‌های حمل و نقل عمومی و افزایش خدمات به‌علاوه تقاضای روزافزون مسکن در محدوده مراکز TOD سبب می‌شود تا قیمت زمین و مسکن در این محدوده روز به روز افزایش یابد. این موضوع سبب می‌شود تا ساکنان کم درآمد و یا با درآمد متوسط، توانایی خرید مسکن در مراکز محلات را نداشته و از محل کار خود دور شده و به بیرون رانده شوند. همچنین اجرای طرح‌های توسعه مبتنی بر حمل و نقل عمومی، ممکن است محلات کم درآمد و همینطور سکونتگاه‌های غیر رسمی شهرها را تحت تأثیر قرار دهد و ساختار محلات را از بین ببرد. 